# Johann Speth

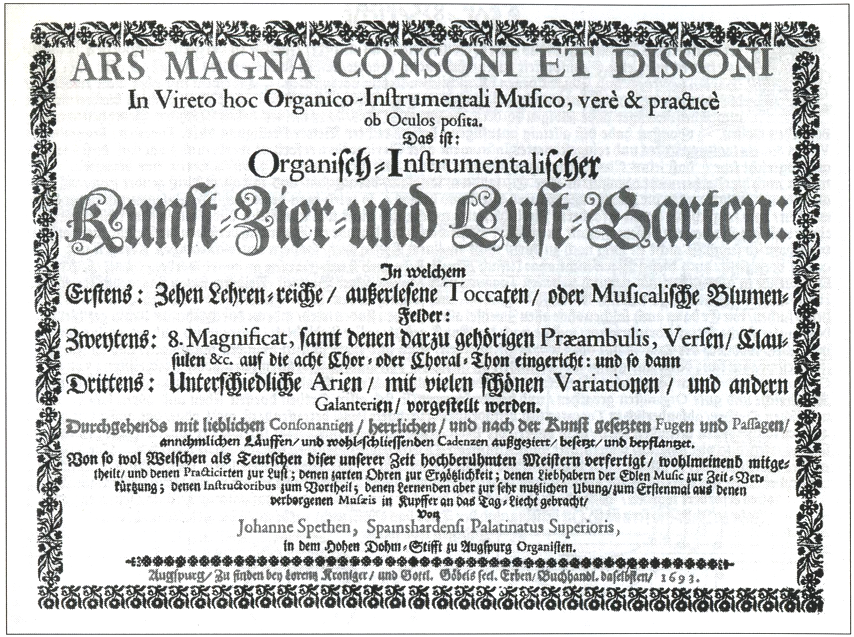
Titelblatt von Speths Ars magna consoni et dissoni (Augsburg 1693)

Johann Speth (* 9. November 1664 in Speinshart (Oberpfalz); † 12. Oktober 1728 in Augsburg) war ein deutscher Organist und Komponist des Barock.

## Leben und Wirken
Die Eltern von Johann Speth waren der Lehrer Heinrich Speth und dessen Frau Margareta, geborene Vichtl aus Eschenbach; er war das zweite von sieben Kindern. Seine erste musikalische Ausbildung bekam er vermutlich von seinem Vater. Der über 40 Jahre jüngere Abt Dominikus Lieblein in der Musik- und Sängerknaben-Schule des Prämonstratenser-Klosters in Speinshart wurde früher als Lehrer genannt, was mittlerweile widerlegt wurde. Im September 1692 bewarb er sich um das Amt des Organisten am Augsburger Dom durch Überreichung seiner Sammlung Ars magna consoni et dissoni, woraufhin er diese Stellung am 4. November 1692 erhielt; dieses Sammelwerk wurde dann im folgenden Jahr veröffentlicht »bey Lorenz Kroninger und Gottl. Göbels seel. Erben«. Der Titel der Sammlung spielt möglicherweise auf das 1650 erschienene musikwissenschaftliche Werk von Athanasius Kircher an. In dem genannten Amt blieb der Komponist bis 1694 und war ab 1705 in der Kanzlei des Domkapitels beschäftigt. Am 15. März 1710 erhielt Speth seinen Bestallungsbrief als fuggerscher Organist bei St. Ulrich und Afra mit ausführlicher Beschreibung seiner Dienstpflichten. Es folgte am 1. Januar 1720 ein weiterer Bestallungsbrief betreffend die Fuggerkapelle bei den Dominikanern zu Augsburg, zur Radegundis-Kapelle bei Wellenburg und zu St. Ulrich und Afra zu Augsburg. Noch im Jahr 1719 wohnte er mit seiner Frau und einer Magd in der Nähe der Augsburger Kirche St. Ulrich.

## Bedeutung
Den Kompositionszyklus Ars magna consoni et dissoni will Johann Speth nach eigener Aussage nicht selbst komponiert haben. Nachdem aber diese Werkreihe in der musikalischen Gestaltung der Stücke so auffallend ähnlich ist, scheint diese Aussage nicht zuzutreffen (wenn er auch einige dieser Stücke schon um 1680 geschrieben hat), und Musikwissenschaftler vermuten, dass der Komponist versucht hat, seine Autorschaft hinter einer fremden Anonymität zu verbergen. In acht der vorhandenen Toccaten stellt die enthaltene Fuge den Mittelsatz dar. Die musikalischen Figuren leiten hier teilweise von der Toccata in die Fuge über bzw. von der Fuge in einen toccatenhaften Schluss-Satz. Speths Magnificat-Bearbeitungen zeigen Bezüge zu der Modulatio organica (1686) von Johann Caspar Kerll, sind aber einfacher gestaltet. Seine Arien mit Variationen scheinen dagegen eher für Cembalo oder Clavichord komponiert zu sein und stehen offensichtlich unter dem italienischen Einfluss von Girolamo Frescobaldi. Außer der stilistischen Nähe zu Kerll und Georg Muffat sind in Speths Musik auch Einflüsse von Johann Caspar Ferdinand Fischer erkennbar, so von dessen Musikalischen Blumen-Büschlein aus dem Jahr 1695.

## Werke
- Sammlung Ars magna consoni et dissoni […]. Das ist: Organisch-Instrumentalischer Kunst-, Zier- und Lust-Garten […] außerlesene Toccaten, oder Musicalische Blumen-Felder […], 8 Magnificat, samt denen darzu gehörigen Praeambulis, Versen, Clausulen […], unterschiedliche Arien, Augsburg 1693.

## Ausgaben
- 10 Toccaten und 8 Magnificats, in: Kompositionen für die Orgel aus dem 16., 17. und 18. Jahrhundert. Hrsg. von F. Crommer, Heft 5/6. Leipzig 1866.
- 10 Toccaten, in: Liber organi. Band 9, hrsg. von G. Klaus. Mainz 1954.
- Magnificat für Orgel, Praeambeln, Versetten und Finale auf die acht Choraltöne (1693). Hrsg. von G. Klaus. Heidelberg 1960.
- 10 Toccaten, 8 Magnificats, 3 Partiten, in: Johann Speth: Ars magna consoni et dissoni. Hrsg. von Traugott Fedtke. Kassel u. a. 1973.